# HAPPYEND FRIDAY
『HAPPYEND FRIDAY』（ハッピーエンド・フライデー）は、2024年4月5日から同年9月27日までJ-WAVEで放送されていたラジオ番組。

## 概要
週末の始まりである金曜日、SHISHAMOが「週末に行きたい場所」をプレゼンテーションする番組。メンバーが実際に街に赴き、グルメ、ニュースポットなどをレポートする。

## 放送内容
| 放送日 | 放送日  | 内容 | ロケムービー |
| ------ | ------- | --- | ------------ |
| 2024年 | 4月05日 | 初回放送。メンバーがそれぞれイメージする「最高の週末」の1日プランをプレゼンテーション。 | -            |
| 2024年 | 4月12日 | 宮崎が、釣りと食事が楽しめる「釣り堀武蔵野園」を紹介。コーナー「恋の処方箋」が開始。 | [ 動画 1 ]   |
| 2024年 | 4月19日 | メンバーがそれぞれ1本ずつオススメの映画をプレゼンテーション。 (宮崎)『グリーンブック』、(松岡)『犬鳴村 恐怖回避ばーじょん』、(吉川)『KAPPEI カッペイ』。 | -            |
| 2024年 | 4月26日 | 吉川が「鳥獣虫居酒屋 米とサーカス 高田馬場本店」へ行き、獣肉と珍味を紹介。 | [ 動画 2 ]   |
| 2024年 | 5月03日 | 「パンラボ」主宰の池田浩明にメンバーが今食べたいパンをリクエスト、スタジオで試食。 (宮崎)【大きめで、中しっとりふわふわなクロワッサン】エシレ・ラトリエ・デュ・ブール「グランクロワッサン」、(松岡)【パンスイス】モンノン「チョコチップ&カスタード」、(吉川)【都内で美味しいベーグルを味わえるお店】SIDEWALKCOFFEEROASTERS「スモークサーモン」。 | -            |
| 2024年 | 5月10日 | 松岡が、自分だけの香りが作れるお店「ann fragrance原宿」にロケへ行った模様をお届け。 | [ 動画 3 ]   |
| 2024年 | 5月17日 | メンバーがそれぞれ1冊ずつ、オススメの本をプレゼンテーション。 (宮崎) 江國香織『すみれの花の砂糖漬け』、(松岡) 牧村和幸『しぐさの心理学』、(吉川) 明野照葉『契約』。 | -            |
| 2024年 | 5月24日 | リスナーから届いたオススメスポット情報や休日の過ごし方を紹介。 | -            |
| 2024年 | 5月31日 | 吉川が、駄菓子の創作料理が楽しめる「しぶや駄菓子バー」にロケへ行った模様をお届け。 | [ 動画 4 ]   |
| 2024年 | 6月07日 | 「おとりよせ日記」を運営している、うちやまりな にメンバーが今食べたいスイーツをリクエスト、スタジオで試食。 (宮崎)【見た目が可愛い映えるスイーツ】積奏「バターサンド」、(松岡)【おいしいチーズケーキ】クリオロ「幻のチーズケーキ」、(吉川)【さつまいもを使ったスイーツ】Sweets Factory Cerise「安納芋トリュフ」。                                | -            |
| 2024年 | 6月14日 | 松岡が、サモエドと触れ合えるお店「Samoyed cafe AL 上板橋店」へ行った模様をお届け。 | [ 動画 5 ]   |
| 2024年 | 6月21日 | メンバーがそれぞれ1本ずつ、おすすめのアニメをプレゼンテーション。 (宮崎)『魔女見習いをさがして』、(松岡)『交響詩篇エウレカセブン』、(吉川)『けいおん!』。 | -            |
| 2024年 | 6月28日 | メンバーがそれぞれおすすめするナイトルーティンを紹介。 | -            |
| 2024年 | 7月05日 | SHISHAMOが生まれた町「川崎」のおすすめスポットを紹介。 (宮崎) 武蔵新城「麺や 新のすけ」、(松岡) 生田緑地、(吉川) 千鳥町 貨物ヤード前の工場夜景。 | -            |
| 2024年 | 7月12日 | 宮崎が行きつけのインド料理屋「カッチャルバッチャル」へロケに行った模様をお届け。 | [ 動画 6 ]   |
| 2024年 | 7月19日 | メンバーがそれぞれ、おうちで涼しく快適に過ごすための方法や工夫を紹介。 | -            |
| 2024年 | 7月26日 | エンディングコーナー「恋の処方箋」拡大スペシャル。 | -            |
| 2024年 | 8月02日 | 夏フェスの楽しみ方特集。フェス前日の支度、当日の楽しみ方、必須アイテムや持ち物などをリスナーから募集し、紹介。 | -            |
| 2024年 | 8月09日 | アイス研究家のシズリーナ荒井に、3人が今食べたいアイスをリクエストし、おすすめのアイスを試食。 | -            |
| 2024年 | 8月16日 | 松岡と吉川の2人が「Betty Smith恵比寿工房」へ、ジーンズ作り体験をしてきた模様の前編をお届け。 | [ 動画 7 ]   |
| 2024年 | 8月23日 | 松岡と吉川の2人が「Betty Smith恵比寿工房」へ、ジーンズ作り体験をしてきた模様の後編をお届け。 | [ 動画 8 ]   |
| 2024年 | 8月30日 | 映画解説者の中井圭がミニシアターの楽しみ方を紹介。 | -            |
| 2024年 | 9月06日 | リスナーから募集したメールテーマ「夏に行ったおすすめスポット、この夏食べた美味しかったグルメ」を紹介。 | -            |
| 2024年 | 9月13日 | SHISHAMOがそれぞれ「週末」をテーマに選曲しOA。 (宮崎) 田中ヤコブ「今は今を生きるとき」、(松岡) サンボマスター「稲妻」、(吉川) シンリズム「Beautiful Sunday Morning」。 | -            |
| 2024年 | 9月20日 | 宮崎が見た目も味もユニークなかき氷がいただける「甘味処 いちょうの木」にロケへ行ってきた模様をお届け。 | -            |
| 2024年 | 9月27日 | 最終回。これまでの放送回の振り返りとリスナーからのメッセージの紹介。 | -            |

## コーナー
- 恋の処方箋

エンディングコーナー。リスナーが抱えている恋愛にまつわるお悩みにメンバーが選んだSHISHAMOの楽曲を処方箋としてオンエア。
| 放送日 | 放送日  | オンエア曲                                      |
| ------ | ------- | ----------------------------------------------- |
| 2024年 | 4月12日 | ねぇ、                                          |
| 2024年 | 4月19日 | 生きるガール                                    |
| 2024年 | 4月26日 | フェイバリットボーイ                            |
| 2024年 | 5月03日 | メトロ                                          |
| 2024年 | 5月10日 | 君の目も鼻も口も顎も眉も寝ても覚めても超素敵!!! |
| 2024年 | 5月17日 | なんとなく。                                    |
| 2024年 | 5月24日 | きみと話せないのは                              |
| 2024年 | 5月31日 | 夢で逢う                                        |
| 2024年 | 6月07日 | ロマンチックに恋して                            |
| 2024年 | 6月14日 | かわいい                                        |
| 2024年 | 6月21日 | さよならの季節                                  |
| 2024年 | 6月28日 | ごめんね、恋心                                  |
| 2024年 | 7月05日 | 好き好き！                                      |
| 2024年 | 7月12日 | 狙うは君のど真ん中                              |
| 2024年 | 7月19日 | 君と夏フェス                                    |
| 2024年 | 7月26日 | 妄想サマー 量産型彼氏 曇り夜空は雨の予報        |
| 2024年 | 8月02日 | 警報                                            |
| 2024年 | 8月09日 | ドキドキ                                        |
| 2024年 | 8月16日 | フェイバリットボーイ                            |
| 2024年 | 8月23日 | 恋                                              |
| 2024年 | 8月30日 | 恋愛休暇                                        |
| 2024年 | 9月06日 | 恋する -10YEARS THANK YOU-                      |
| 2024年 | 9月13日 | デートプラン                                    |
| 2024年 | 9月20日 | BYE BYE                                         |

## 放送時間
以下の時間は日本標準時に基づく。
- 毎週金曜 23:00 - 23:30（2024年4月5日 - 9月27日）

### 動画
1. ↑  『4月12日放送回　ロケムービー』2024年4月15日。2024年5月13日閲覧。
2. ↑  『4月26日放送回　ロケムービー』2024年4月26日。2024年5月13日閲覧。
3. ↑  『5月10日放送回　ロケムービー』2024年5月11日。2024年5月13日閲覧。
4. ↑  『happyend_813・「HAPPYEND FRIDAY」5/31　ロケムービー公開』2024年6月3日。2024年6月6日閲覧。
5. ↑  『happyend_813「HAPPYEND FRIDAY」6/14　ロケムービー公開』2024年6月15日。2024年6月30日閲覧。
6. ↑  『happyend_813「HAPPYEND FRIDAY」7/12　ロケムービー公開』2024年7月13日。2024年7月28日閲覧。
7. ↑  『happyend_813「HAPPYEND FRIDAY」8/16 ロケムービー公開』2024年8月18日。2024年9月6日閲覧。
8. ↑  『happyend_813「HAPPYEND FRIDAY」8/23 ロケムービー公開』2024年9月8日。2024年9月30日閲覧。